# Bistum Buenaventura
Das Bistum Buenaventura (lat.: Dioecesis Bonaventurensis, span.: Diócesis de Buenaventura) ist eine in Kolumbien gelegene römisch-katholische Diözese mit Sitz in Buenaventura.

## Geschichte
Das Bistum Buenaventura wurde am 14. November 1952 durch Papst Pius XII. mit der Päpstlichen Bulle Provvida Mater Ecclesia aus Gebietsabtretungen des Bistums Cali und der Apostolischen Präfektur Tumaco als Apostolisches Vikariat Buenaventura errichtet. Am 30. November 1996 wurde das Apostolische Vikariat Buenaventura durch Papst Johannes Paul II. zum Bistum erhoben und dem Erzbistum Cali als Suffraganbistum unterstellt.

## Ordinarien

### Apostolische Vikare von Buenaventura
- Gerardo Valencia Cano MXY, 1953–1972
- Heriberto Correa Yepes MXY, 1973–1996

### Bischöfe von Buenaventura
- Rigoberto Corredor Bermúdez, 1996–2003, dann Bischof von Garzón
- Héctor Epalza Quintero PSS, 2004–2017
- Rubén Darío Jaramillo Montoya, seit 2017